# Saturnia subovata
Saturnia subovata är en musselart som beskrevs av Addison Emery Verrill och Katharine Jeanette Bush 1897. Saturnia subovata ingår i släktet Saturnia och familjen Malletiidae. Inga underarter finns listade i Catalogue of Life.